# Список послов Сьерра-Леоне в России
Посол Сьерра-Леоне в России является официальным представителем правительства Сьерра-Леоне в правительстве России .

## Список представителей
| назначенный/аккредитованный | посол                     | Примечание | Президент Сьерра-Леоне       | Глава государства СССР/России | Конец срока      |
| --------------------------- | ------------------------- | --- | ---------------------------- | ----------------------------- | ---------------- |
| 11 января 1965              | Харрисон Э. Такер         | [ 1 ] | Генри Джозайя Лайтфут Бостон | Леонид Брежнев                | 1967             |
| 6 августа 1969              | de: Амвросий Патрик Генда | 1969 г. — Верховный комиссар в Лондоне. | Баня Тежан-Сие               | Леонид Брежнев                |                  |
| 1971                        | Эдвард Уилмот Блайден III | по совместительству аккредитован в Польше и Югославии, 1971-74, посол в СССР, 1971-74, посол, Постоянное представительство Сьерра-Леоне, Нью-Йорк, 1974-76, советник Канцелярии Президента СССР: профессор Э. У. Блайден (посол) | Сиака Стивенс                | Леонид Брежнев                | 1974             |
| 20 января 1978              | Эндрю Брима Конте         | | Сиака Стивенс                | Леонид Брежнев                | 26 сентября 1981 |
| 18 декабря 1982             | Эйя Этоам М’Байо          | 1978: Его Превосходительство г-н Эйя Этоам М’Байо, Чрезвычайный и Полномочный Посол Сьерра-Леоне во Франции, назначен постоянным делегатом. Он вручил свои полномочия Генеральному директору 22 сентября. Сингапур.              | Сиака Стивенс                | Леонид Брежнев                |                  |
| 12 мая 1984                 | Сорсо Ибрагим Контех      | 1973: г-н Сорсо Ибрагим Контех был назначен послом на Кубе. | Сиака Стивенс                | Константин Черненко           |                  |
| 27 июня 1989                | Олу Уильям Хардинг        | | Джозеф Саиду Момох           | Михаил Горбачёв               | 1994             |
| 1999                        | Мелроуз Бейон Кай-баня    | | Ахмад Теджан Кабба           | Борис Ельцин                  | 2007             |
| май 2009                    | Салье Турай               | | Эрнест Бай Корома            | Владимир Путин                |                  |
| сентябрь 2010               | Джон Сар Фрэнсис Ямбасу   | | Эрнест Бай Корома            | Владимир Путин                |                  |